# 奥伦巴赫 (莱茵兰-普法尔茨州)
奥伦巴赫是德国莱茵兰-普法尔茨州的一个市镇。总面积6.21平方公里，总人口202人，其中男性106人，女性96人（2011年12月31日），人口密度33人/平方公里。